# ديفيد مايلز (مغني)
ديفيد مايلز هو مغني وكاتب أغاني كندي، ولد في 12 مايو 1981 في فريدريكتون في كندا.

## وصلات خارجية
- الموقع الرسمي
- ديفيد مايلز على موقع ميوزك برينز (الإنجليزية)
- ديفيد مايلز على موقع أول ميوزيك (الإنجليزية)
- ديفيد مايلز على موقع ديسكوغز (الإنجليزية)